# Parafia Najświętszej Maryi Panny Królowej Polski w Łebieniu
Parafia pw. Najświętszej Maryi Panny Królowej Polski w Łebieniu – parafia rzymskokatolicka na Kaszubach, należąca do dekanatu łebskiego w diecezji pelplińskiej. Została erygowana w 1981 r.

## O parafii
Obecny neogotycki kościół wybudowany został w roku 1882. Murowany z czerwonej cegły, z wyodrębnionym prezbiterium zakończonym trójbocznie. Wieża równa z licem frontowej ściany zakończona dachem ostrym, kulą i krzyżem.
Parafia powstała 29 kwietnia 1981 roku, W jej granicach znajdują się miejscowości: Tawęcino, Karlikowo, Rekowo, Łebień, Lędziechowo, Maszewko, Zdrzewno, Kopaniewo, Gąska. W roku 1989 dołączyły Bąsewice.
Parafia liczy 1980 wiernych, podzielonych na kościół parafialny w Łebieniu i filialny w Tawęcinie.

## Historia
Najstarsza wzmianka o Łebieniu pochodzi z 1379 roku, w którym miejscowość była wsią rycerską należącą do Białogardy. W 1566 roku biskup Wolski odsprzedał miejscowość Ernestowi Wejherowi, który, jako protestant, narzucił  naukę Marcina Lutra.
Pierwszy kościół wybudowano tu podczas zakładania wsi przez krzyżowych rycerzy w 1379 roku. Patronem obrano świętych Michała i Tomasza. Nigdy nie był on kościołem samodzielnym tylko wikariatem Garczegorza. W latach 1637–1657 powiat lęborski należał do królestwa polskiego, próbowano w tym czasie odzyskać kościoły niegdyś katolickie, teraz ewangelickie. Ludność w przeważającej większości była ewangelicka i świątynie puste niszczały.
W 1766 roku kościół został rozebrany. W tym samym miejscu pastor Lniski, pochodzący z Lęborka, wybudował nowy, powalony przez huragan w 1818 r. W 1891 r. wybudowano kościół ewangelicki, z kolei w 1893 Łebień została parafią (podlegały: Kopaniewo, Zdrzewno, Lędziechowo, Maszewko, Białogarda, Gęś i Krępa Kaszubska).
Starą plebanię wybudowano w 1900 roku, w tym czasie powstała także wieża kościoła w obecnym kształcie i prezbiterium.

## Proboszczowie
Źródło: oficjalna strona parafii
- ks. Józef Rogiński (1981–1984)
- ks. Andrzej Kotlarek (1984–2009)
- ks. Jacek Spychalski (2009–2015)
- ks. Janusz Góral (od 2015)